# James Night
Leonardo Šajin, poznat pod imenom James Night (Vinkovci, 7. studenoga 1996.), hrvatski je pjevač i influencer.

## Karijera
Popularnost je stekao kao influencer na TikToku. Snimio je obrade brojnih poznatih pjesama koje je prevodio s engleskog na hrvatski i obratno.
Svoj prvi singl pod nazivom Baby Blue objavio je u studenomu 2017. godine. Iste je godine objavio i singlove Fine As Wine, Platinum Blonde i Help Me Now. Svoj prvi studijski album pod nazivom Weatherman objavio je 1. listopada 2021. godine. U listopadu 2023. godine objavljuje singl pod nazivom Cruella.
U prosincu 2023. godine objavljen je kao jedan od natjecatelja Dore 2024. s pjesmom Nebo plače koja je nakon objave zasjela na drugo mjesto na Deezerovoj top-ljestvici u Hrvatskoj.
Na dan 7. veljače 2024. godine za pjesmu je objavio i glazbeni video. Pjesmu je izveo u drugom polufinalu Dore 2024. na dan 23. veljače 2024. godine. Osvojio je 10. mjesto s 1129 glasova publike što nije bilo dovoljno za prolazak u finale Dore.

## Osobni život
Odrastao u Vinkovcima, pohađao je gimnaziju Matije Antuna Reljkovića. U šestoj godini života počeo je svirati klavir po sluhu, a nakon toga i pisati pjesme. Krenuo je studirati engleski jezik i filozofiju na Filozofskom fakultetu u Osijeku, ali je odustao nakon par dana kako bi se posvetio glazbenoj karijeri.
Šajin je izjavio da nema problema s tim da je »nešto između« ako ga drugi vide kao ženu zbog stila, kose ili nastupa, te se zalaže za zajednicu LGBTQ+ te rodno neturalne osobe. Kao uzore u svom glazbenom stvaralaštvu navodi Davida Bowiea, Britney Spears, Madonnu, Lady Gagu i Michaela Jacksona.
Bavi se i humanitarnim radom. Godine 2011. dobio je nagradu Luka Ritz za promicanje nenasilja i nulte tolerancije prema nasilju, a Ministarstvo kulture i medija uručilo mu je nagradu za rad na temu Fride Kahlo.

## Diskografija

### Albumi
| Naslov     | Nadnevak           |
| ---------- | ------------------ |
| Weatherman | 1. listopada 2021. |

### Singlovi
- 2017. – "Baby Blue"
- 2018. – "Platinum Blonde"
- 2018. – "Help Me Now
- 2019. – "Play the Fool"
- 2019. – "City Lights"
- 2023. – "Silver Lining"
- 2023. – "Nije zauvijek"
- 2023. – "Nije zauvijek (Remixes – Chapter I)
- 2023. – "Nije zauvijek (Bruno Pietri Remix)
- 2023. – "Cruella"
- 2024. – "Nebo plače"
- 2024. – "Behind the Clouds"
- 2024. – "Crveno"